# Big Yup!
『Big Yup!』（ビッグ・ヤップ）は、2023年4月1日からZIP-FMで放送されているラジオ番組。
作曲家の西岡大貴がナビゲーターを務めている週末早朝の音楽番組で、毎週土曜・日曜 6:00 - 7:00（日本標準時）に放送。